# State Police Services
Lo State Police Services è un termine che raggruppa tutte le forze di polizie statali e territoriali dell'India.

## Tabella
- Andhra Pradesh Police Service (APPS)
- Arunachal Pradesh Police Service (APPS)
- Assam Police Service (APS)
- Bihar Police Service (BPS)
- Chhattisgarh Police (CPS)
- Goa Police Service (GPS)
- Gujarat Police Service (GPS)
- Haryana Police Service (HPS)
- Himachal Pradesh Police Service  (HPPS)
- Jharkhand Police
- Karnataka State Police Service (KSPS)
- Kerala Police Service (KPS)
- Madhya Pradesh Police Service (MPS)
- Maharashtra Police Service (MPS)
- Manipur Police (MPS)
- Meghalaya Police (MPS)
- Mizoram Police (MPS)
- Nagaland Police (NPS)
- Odisha Police
- Punjab Police
- Rajasthan Police
- Sikkim Police
- Tamil Nadu Police Service (TPS)
- Telangana State Police Service (TSPS)
- Tripura Police
- Provincial Police Service (PPS) UP Police
- Uttarakhand Police
- West Bengal Police Service (WBPS)
- Andaman and Nicobar Islands Police Service
- Chandigarh Police
- Dadra and Nagar Haveli and Daman and Diu Police
- Delhi Police
- Jammu and Kashmir Police
- Ladakh Police
- Lakshadweep Police
- Puducherry Police